# Schistochlamys
Schistochlamys är ett litet fågelsläkte i familjen tangaror inom ordningen tättingar. Släktet omfattar endast två arter som förekommer i Sydamerika främst öster om Anderna söderut till sydöstra Brasilien:
- Kaneltangara (S. ruficapillus)
- Svartmaskad tangara (S. melanopis)